# 胡万林
胡万林（1949年12月12日—），原名胡震杰，四川绵阳市游仙区联合村人，医师，号称“神医”、“芒硝治百病”，两次因非法行医被捕入狱。据统计，胡万林因非法行医导致146人死亡，他也因此被一些国外媒体称为世界上数一数二的连环行医杀手。

## 生平

### 早年
胡万林生于1949年，小学文化。据其同乡介绍，胡万林“年轻时候就喜欢混”，到处惹是生非。20岁时与邻村一女子结婚，后离婚。1974年因反革命罪被判处15年有期徒刑，1980出狱。出狱后以贩卖虫草为业。1983年11月8日，因犯故意杀人、诈骗、拐卖人口罪被四川省绵阳市中级人民法院判处无期徒刑，剥夺政治权利终身。在新疆和静县的生产建设兵团农二师第223团场哈木胡提监狱服刑。

### 成为“神医”
1993年11月开始在服刑的第223团场医院中医门诊部行医。
对于自己突然拥有的高超医术，胡万林对外声称，1963年在山上碰见一个老人传授给他“自然大法”，20多年前又在一处山洞里捡到一部医学经书，并从中悟出“五味汤”（其中含有盐、糖、醋、酱油、咖啡以及芒硝）疗法。然而他的同乡则称，20世纪60年代，胡万林曾经到临近的魏城镇跟人学过气功，但是从来没有学过医；胡的前妻在接受媒体采访时也表示，胡万林从未学过医。
1995年2月22日，西安的《国际气功报》以《一个囚徒创造的神话》为题公开报道胡万林的行医经历。之后，该报社社长郭周礼多次亲赴新疆，该报随之连续刊发了神化胡万林的报道。1996年3月，该报辟出《天山之音》专栏，为胡加大舆论宣传。尚在狱中的胡万林顿时名声大噪，患者万里迢迢，前往胡万林服刑农场求医。至1996年，仅2年的时间，胡万林就医死了13人，1996年6月24日新疆生产建设兵团监狱管理局紧急下发《关于立即停止罪犯胡万林非法行医的通知》。1997年4月30日《国际气功报》被国家新闻出版署依据(新出报[1997]163号)文件撤消登记，取缔了该报。

### 非法行医及被捕
1997年3月9日，经四川省绵阳市中级人民法院再审宣告其无罪，1997年5月19日被释放。
1997年8月在山西太原晋祠第二工人疗养院成立了“万林医院”“行医”。1997年11月27日开始在陕西长安县太乙宫镇开办“终南山医院”。1997年底，作家柯云路在作家出版社出版《发现黄帝内经》一书，力捧胡万林。而在胡万林被立案审查后，柯云路为给其正名翻案，又出版“研究胡万林专著”《重组生命世界》，胡万林被包装成“当代华佗”。引来10万人“朝圣”。因在终南山医院经其治疗过的患者中有人死亡，不久该医院被当地政府取缔。2月27日凌晨，在西安市警方出动600余警力，100多警车直捣终南山，然而胡万林在其追随者的保护下逃脱。《北京青年报》在2月28日，对“西安事件”作了整版的报道。
1998年6月15日胡万林来到河南商丘，6月20日开始在“商丘市卫达医院”行医，然而其在卫达医院又先后治死30余人。1998年9月20日，在北京被诊断为肝硬化的漯河市市长刘法民在夫人、女儿的陪同下来到卫达医院，接受“神医”胡万林的亲自治疗，刘于9月21日、22日、23日连续三天服用胡万林开具的加有硭硝的中药水后出现严重呕吐、腹泻，9月24日出现抽搐、昏迷症状，被其妻等人送往商丘市中心医院抢救。9月26日转河南省人民医院，经抢救无效于1998年9月27日死亡。。1998年12月8日，胡万林以涉嫌非法行医罪在上海被徐汇区公安分局湖南路警署抓捕。
河南省商丘市人民检察院以商检起诉(1999)4号起诉书指控被告人胡万林犯非法行医罪，于1999年11月16日向商丘市中级人民法院提起公诉。公诉机关指控称：被告人胡万林未取得医生执业资格，于1997年7月至1998年10月间，先后在山西省太原市“万林医院”和陕西省长安县“终南山医院”以及河南省商丘市“卫达医院”进行非法行医活动，分别对中国船舶工业总公司郑州713研究所工程师王宝然、漯河市市长刘法民、商丘市凯旋路第二小学退休教师何素云进行诊治，让王宝然、刘法民、何素云连续服用加有硭硝的中药水，服药后他们反复呕吐、腹泻，引起严重脱水，电解质紊乱，造成王宝然、刘法民、何素云三人死亡的严重后果。胡万林的行为触犯了《中华人民共和国刑法》第三百三十六条第一款的规定，已构成非法行医罪。商丘市中级人民法院经公开审理认为，被告人胡万林未取得医生执业资格而非法行医，为人治病，在诊疗中造成多人死亡，其行为已构成非法行医罪。其犯罪情节特别恶劣，后果特别严重，社会影响极坏，应依法从重处罚。该院于2000年9月16日依照《中华人民共和国刑法》第三百三十六条第一款，第五十六条第一款的规定，判决如下：“被告人胡万林犯非法行医罪，判处有期徒刑十五年，剥夺政治权利五年，并处罚金十五万元人民币。”宣判后，胡万林不服，以原判认定事实不清，其行为不构成犯罪为理由，提起上诉。其辩护人也辩称，胡万林是被批准坐诊的，认定就诊人的死亡与服用加硭硝的中药水有直接因果关系，证据不足;胡万林没有非法行医的动机和目的等。2001年1月15日，河南省高级人民法院经过二审审理认为，被告人胡万林未取得医生执照资格而非法行医，且在新疆、山西、陕西等地坐诊行医被依法取缔后，又到商丘继续非法行医，情节严重，已构成非法行医罪。胡万林在诊治病人中造成多人死亡，后果特别严重，社会影响极坏，依法应从严惩处。原判定罪准确，量刑适当，审判程序合法，被告人胡万林的上诉理由和辩护人意见均不予采纳。该院于2000年12月11日依照《中华人民共和国刑事诉讼法》第一百八十九条第(一)项的规定作出裁定如下：“驳回上诉，维持原判。”
著名学者司马南曾先后到胡万林开办的终南山医院和卫达医院进行调查，遭到了胡万林支持者的殴打、拘禁。陕西《华商报》记者曾三访终南山医院，揭露胡万林，对此，胡万林曾宣称要以十万元买《华商报》记者的人头。
而对于胡万林的“神话”，有媒体指其背后有一套营销团队。

### 重操旧业
2011年，胡万林减刑两年出狱。出狱后的胡万林“重操旧业”，继续行医。2013年8月底，23岁的痴迷于中医的河南大学生云旭阳拜胡万林为师，在其开设的“养生班”内学习，因服用含有大量芒硝的“五味汤”而死亡，胡万林再次被捕。2014年11月19日，胡万林因非法行医被洛阳市中级人民法院判处15年有期徒刑并处罚金20万元；2015年2月11日，河南省高级人民法院二审驳回胡万林上诉，维持原判。

## 胡万林的“五味汤” 疗法
胡万林声称“芒硝治百病”，其“治疗”时使用的“五味汤”中也含有大量芒硝。芒硝（即十水合硫酸钠）又名元明粉，内服时作强泻剂使用，成年人常年用量不超过10克，《中华人民共和国药典》中规定的用量为6至12克。然而胡万林在接受医学生出身的时任央视主播郎永淳采访时声称“芒硝就是食品，也可以作为药物”，“我自己吃，一次吃两三斤、三五斤”，“（给病人治病时）有时用一两斤”。病人喝了胡万林的“猛药”之后，都迅速上吐下泻，导致一些人生命垂危，甚至死亡，对此胡万林声称病人上吐下泻是“吐故纳新”，并称“艾滋病算个屁”。